# Clematis patens 'Evipo037'
Cultivar
La clématite patens 'Evipo037' PBR & PPaf est un cultivar de clématite obtenu en 2007 par Raymond Evison en Angleterre. Elle porte le nom commercial de 'clématite patens Kingfisher 'Evipo037'.
En 2007 Raymond Evison l'introduit sur le marché lors du Chelsea Flower Show.

## Description
Cette clématite fait partie du groupe 2, ce qui signifie que ce cultivar donnera deux floraisons par an, la première au printemps sur le bois de l'année précédente et la seconde à l'automne sur la pousse de l'été.

### Feuilles
Les feuilles caducs de cette clématite sont parfois simple, parfois alternes et trifoliées. En moyenne elles mesurent 10 cm

### Tiges
Les tiges de la clématite Kingfisher apparaissent de couleur verte sur les pousses de l'année, en vieillissant le bois se durcit et devient rougeâtre et marron.

### Fleurs
La clématite Kingfisher dispose d'une fleur de taille moyenne bleu foncé, elle peut atteindre 15 cm. Les fleurs de ce cultivar apparaissent la plupart du temps sur l'ensemble de la plante en mai et juin pour la floraison printanière et en septembre pour la floraison d'automne.

#### Bouton floral et pédoncule
Le bouton floral de Kingfisher est allongé et ovoïde d'environ 4 à 5 cm, de couleur vert/gris à un quart de son ouverture. Le pédoncule quant à lui mesure environ 10 à 20 millimètres de couleur vert également.

#### Sépales
Au nombre de six à huit, chevauchants, ovés, concaves à plats en coupe transversale, plats en coupe longitudinale, non tordus autour de l'axe longitudinal, à sommet aigu et mucroné, à marge très faiblement ondulée; dessus uniformément violet-bleu avec des tons violet foncé ; dessous violet-bleu avec une barre centrale violet-bleu clair et blanc.

#### Étamines et stigmates
Kingfisher possèdent des  étamines de couleur blanche et des stigmates jaune.

#### Parfum
Cette clématite n'a pas de parfum.

## Obtention
'Evipo037' est issue d'un croisement réalisé au printemps 1999 à Guernesey, dans les îles Anglo-Normandes. Les graines ainsi obtenues ont été mises à germer en janvier 2000, et les semis ont été évalués durant l'été de la même année. L'objectif de ce croisement était de créer une variété distincte convenant à la culture commerciale en serre et en pépinière. 'Evipo037' a été sélectionnée pour ses fleurs bleu foncé à violettes et son aptitude à la croissance en pot.
Les essais de 'Evipo037' ont été réalisés à l'été 2011 à Saint-Thomas, en Ontario. Ils ont porté sur 7 sujets de la variété candidate et 6 sujets de la variété de référence (Clematis patens 'H. F. Young), obtenus de plants à racines nues cultivés dans des pots de 1 litre et transplantés au champ en août 2009. Les observations et mesures ont été faites chez 10 parties de plante de chaque variété, le 6 juillet dans le cas de la variété candidate et le 23 juillet dans celui de la variété de référence. Les couleurs ont été déterminées à l'aide du RHS Colour Chart de 2007.

## Protection
'Evipo037' est protégé par l'Union pour la protection des obtentions végétales sous licence PBR & PPaf. Le nom commercial 'Kingfisher' est protégé par une licence trademark.

## Culture

### Plantation
La clématite Kingfisher a été produite pour une culture en pot, mais elle s'adapte très bien en pleine terre également. Elle doit être plantée dans un mélange drainant, fertile et léger. Les racines préfèrent  un sol frais et ombragé.

### Croissance
À taille adulte cette clématite dispose d'une croissance importante entre 1 et 2 mètres.

### Floraison
Kingfisher fleurit deux fois par an sur la pousse de l'année du mois de mai et juin pour la floraison printanière et en septembre pour la floraison sur la pousse de l'été et l'automne. Elle fait partie du groupe 2.

### Utilisations
Kingfisher est parfait pour les pergolas, treillis, tonnelles et clôtures. Elle peut aussi grimper sur des supports naturels tels que les feuillus, des conifères et des arbustes.

### Taille
La clématite Kingfisher a besoin d'une taille annuelle, souvent au mois de mars mais à toute période de repos végétatif. Elle demande une taille sévère, c'est-à-dire une taille à 30 cm du sol sur un tiers des branches.

### Résistance
Cette clématite résiste à des températures jusqu'à moins 20 degrés Celsius.

### Maladies et ravageurs
La clématite Kingfisher est sensible à l'excès d'eau ce qui pourrait provoquer une pourriture du collet de la plante et ainsi la mort de la clématite. Elle peut également souffrir d'apoplexie due à un champignon appelé Ascochyta clematidina, provoquant un flétrissement brutal des feuilles. Pour combattre ce champignon la terre doit être remplacée sur 20 cm et l'excès d'eau doit être proscrit.
Les limaces peuvent également s'attaquer à cette clématite et notamment aux jeunes pousses du printemps.